# Petar Balta
Petar Balta jedan je od utemeljitelja i glavni urednik od osnutka (1992.) nakladničke kuće Verbum iz Splita. Profilirajući njezin izdavački program, uredio je više desetaka značajnih religijskih, filozofskih i publicističkih djela. Glavni je urednik web portala Bitno.net i predsjednik udruge Centar za cjeloviti razvoj koja brine o njegovom financiranju i uređivanju. Oženjen je, otac dvoje djece. Živi i djeluje u Splitu.

## Životopis
Rođen je 1968. godine. Diplomirao je upravno pravo na Pravnom fakultetu u Splitu i filozofiju na Filozofskom fakultetu Družbe Isusove u Zagrebu. Postdiplomski magistarski studij je pohađao na Papinskom sveučilištu Gregoriani u Rimu i Filozofskom fakultetu Družbe Isusove u Zagrebu magistriravši s temom Dijagnoza suvremene kulture u djelu Augusta Del Nocea.

## Djela
Priređivač je knjiga:
- Kršćanstvo i globalizacija,
- Kršćanstvo i druge religije,
- Prava ljubav
- Konklave

Autor je više predgovora i pogovora za različita izdanja.

## Vanjske poveznice
- Verbum
- Bitno.net
- Predgovor hrvatskom izdanju knjige Demoni, vještice, spiritisti[neaktivna poveznica]